# Jerzy Ziętek (ur. 1956)
Jerzy Marek Ziętek (ur. 1 grudnia 1956 w Katowicach) – polski polityk, lekarz i samorządowiec, poseł na Sejm VI i VII kadencji.

## Życiorys
Wnuk Jerzego Ziętka. Absolwent IX Liceum Ogólnokształcącgo im. Jana Kawalca w Katowicach. Ukończył w 1981 studia na Wydziale Lekarskim Śląskiej Akademii Medycznej w Katowicach, w 1988 uzyskał stopień doktora nauk medycznych. Od 1981 praktykuje jako ginekolog-położnik.
W 2006 z ramienia Platformy Obywatelskiej został wybrany na radnego sejmiku śląskiego. W wyborach parlamentarnych w 2007 uzyskał mandat poselski z listy PO. Kandydując w okręgu katowickim, otrzymał 11 886 głosów. W wyborach w 2011 z powodzeniem ubiegał się o reelekcję, dostał 8960 głosów. Bezskutecznie kandydował w wyborach do Parlamentu Europejskiego w 2014. W sierpniu tego samego roku wystąpił z partii w związku ze startem na prezydenta Katowic z własnego komitetu wyborczego. Pod koniec października 2014 odszedł także z klubu parlamentarnego PO. Ubiegając się o poselską reelekcję w wyborach parlamentarnych w 2015, otwierał katowicką listę Polskiego Stronnictwa Ludowego.